# نارسون (بهمئي غرمسيري الجنوبي)
نارسون (بالفارسية: نارسون) هي قرية تقع في إيران في قسم بهمئي غرمسیري الجنوبي الريفي. يقدر عدد سكانها بـ 40 نسمة .